# هارت ایم زیلرتال
هارت ایم زیلرتال (به آلمانی: Hart im Zillertal) یک منطقهٔ مسکونی در اتریش است که در شواس واقع شده‌است. هارت ایم زیلرتال ۳۵٫۵۴ کیلومتر مربع مساحت دارد ۶۶۶ متر بالاتر از سطح دریا واقع شده‌است.